# Flora Mure-Campbell, Marquesa de Hastings
Flora Mure-Campbell, 6.ª Condessa de Loudoun (agosto de 1780 — 8 de janeiro de 1840) foi uma aristocrata escocesa. Ela era a esposa de Francis Rawdon-Hastings, 1.° Marquês de Hastings.

## Família
Flora era a filha de James Mure-Campbell, 5.° Conde de Loudoun, um aristocrata escocês, e de Flora Macleod. Seus avós paternos eram Sir James Campbell e Jane Boyle. Seu avô materno era John Macleod de Raasay.

## Biografia
Em 28 de abril de 1786, ela sucedeu aos títulos de 7.° Senhora Campbell de Loudoun, 6.° Senhora Tarrinzean e Mauchline, e por fim, 6.° Condessa de Loudoun.
Flora casou-se com Francis, então o 2.° conde de Moira, em 12 de julho de 1804. Ele era filho de John Radwon, 1.° conde de Moira e Elizabeth Hastings, Baronesa Hastings. Ela tinha 23 anos de idade, e ele, 25.
A condessa comissionou a reconstrução do Castelo de Loudon, na Escócia, ao arquiteto Archibald Eliott.
Seu marido, James, morreu em 28 de novembro de 1826 a bordo do navio H.M.S. Revenge. De acordo com os desejos do marquês, sua mão direta foi cortada e enterrada ao lado da esposa quando ela faleceu.
A marquesa morreu em 8 de janeiro de 1840, com  59 anos de idade, e foi sepultada em Loudoun Kirk, em East Ayrshire.

## Descendência
O casal teve seis filhos:
- Flora Hastings (11 de fevereiro de 1806 – 5 de julho de 1839), era a dama de companhia de Vitória de Saxe-Coburgo-Saalfeld, duquesa de Kent, e mãe da rainha Vitória do Reino Unido;
- Francis George Augustus (1807 – 1807);
- George Augustus Francis Rawdon-Hastings, 2.° Marquês de Hastings (4 de fevereiro de 1808 – 13 de janeiro de 1844), marido de Barbara Yelverton, 20.° Baronesa Grey de Ruthyn, com quem teve seis filhos;
- Sophia Frederica Christina Rawdon-Hastings (1 de fevereiro de 1809 – 28 de dezembro de 1859), esposa de John Crichton-Stuart, 2.° Marquês de Bute, com quem teve apenas um filho;
- Selina Constance Rawdon-Hastings (m. 8 de novembro de 1867), esposa de Charles John Henry;
- Adelaide Augusta Lavinia Rawdon-Hastings (m. 6 de dezembro de 1860), foi a segunda esposa de Sir William Keith-Murray de Ochtertyre, 7.° baronete.